# 威廉·鲍雷
威廉·道格拉斯·鲍雷（英文：William Douglas Pawley，1896年9月7日—1977年1月7日）是一位美国外交官，也是一位著名商人，在第二次世界大战时期与中华民国空军美籍志愿大队（飞虎队）及多个航空公司和飞机制造公司有较大关联。

## 早期生活
1896年9月7日，威廉·道格拉斯·鲍雷在南卡罗莱纳州佛罗伦萨出生，父亲是在古巴经商的富裕商人，年轻时的鲍雷在古巴的哈瓦那和圣地亚哥就读私立学校。之后他返回美国，在佐治亚州的戈登军事学院就读。1919年7月25日，鲍雷与安妮·哈尔·多布斯（Annie Hahr Dobbs）在佐治亚州的玛丽埃塔结婚。1925年，夫妻二人移居迈阿密，1928年又迁往哈瓦那。然后他们又携三个子女迁回迈阿密，最小的孩子也出生在这里。之后，鲍雷带着他最小的婴儿前往中国上海，将其他孩子留在迈阿密海滩市的家中，安妮也随他前往中国直到1938年独自返回迈阿密。最终他们在1941年离婚。

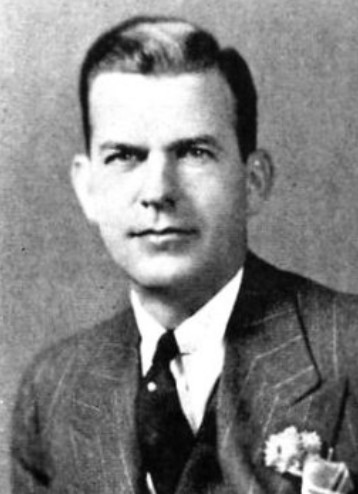
年轻时的威廉·鲍雷

## 商业生涯
1927年，鲍雷与柯蒂斯-莱特飞机公司取得联系，这使得他在后来成为非常富有的人。1928年，他回到古巴，并担任古巴国家柯蒂斯航空的总裁，1932年将其售予泛美航空。之后他成为柯蒂斯前总裁克莱蒙特·奇斯（Clement Keys）所创建的纽约洲际公司（Intercontinent Corporation）总裁。1933年，鲍雷前往中国，成为中国航空公司美方总裁。他最终又将中航的美方股份售予泛美航空。后来他与中华民国政府共建中华民国中央军事委员会飞机制造厂，并担任总经理一职，厂址最初在杭州，后迁武汉，最终搬到云南瑞丽，成为中央雷允飞机制造厂。:152

### 二战
1940年，在威廉·鲍雷的初期组织协助下，印度斯坦航空有限公司在印度成立。
1941年，他与两个兄弟爱德华（Edward）和尤金（Eugene）参与了美国第一志愿航空队的组织筹建（又称作中华民国空军美籍志愿大队），志愿组织拥有一个著名的名称，即飞虎队。爱德华与尤金在缅甸仰光明加拉洞机场建立了飞机组装车间，为飞虎队组装P-40战斗机。日军攻入缅甸后，盟军撤离该地，雷允厂及其两个配套机场成为飞虎队对日作战的基地之一。1942年5月日军攻入云南后，作为印度斯坦航空的合伙人，鲍雷将他的业务转移到了印度。

## 晚年
1945年，鲍雷被杜鲁门任命为美国驻秘鲁共和国大使，1946年被任命为驻巴西联邦共和国大使。
战后，鲍雷是美国共和党的活跃人物，也是艾森豪威尔总统和中央情报总监艾伦·杜勒斯的密友，参与了关于去除对立外国领导人权利的行政命令计划，包括1954年危地马拉政变，政变中中情局推翻了危地马拉哈科沃·阿本斯政府的统治。1945至1960年间，鲍雷一直在秘鲁、巴西、巴拿马、危地马拉、古巴和尼加拉瓜等国工作。他的余生在佛罗里达州迈阿密海滩市度过，1977年1月，由于不堪忍受带状疱疹的折磨，最终开枪自杀。
| 外交職務           | 外交職務                                                       | 外交職務             |
| ------------------ | -------------------------------------------------------------- | -------------------- |
| 前任： 亨利·懷特   | 美利坚合众国驻秘鲁共和国大使 1945年7月20日 - 1946年4月27日     | 繼任： 普伦蒂斯·库珀 |
| 前任： 阿道夫·柏利 | 美利坚合众国驻巴西联邦共和国大使 1946年6月13日 - 1948年3月26日 | 繼任： 赫舍尔·约翰逊 |

## 资料来源

### 注脚
1. 1 2 3 4  Carrozza, Anthony R. William D. Pawley: The Extraordinary Life of the Adventurer, Entrepreneur, and Diplomat Who Cofounded the Flying Tigers. Dulles, Virginia: Potomac Books, Inc., 2012. ISBN 978-1-59797-714-2.
2. ↑  Moore. Tom. "William D. Pawley (1896–1977)." （页面存档备份，存于） cnac.org. Retrieved: June 4, 2011.
3. ↑  陈江. . 芒市: 德宏团结报印刷厂.   [2017-11-29]. （原始内容存档于2017-12-01）.
4. ↑  Rossi, J. R. "History: The Flying Tigers - American Volunteer Group - Chinese Air Force." （页面存档备份，存于） AVG: American Fighter Group, The Flying Tigers, 1998. Retrieved: June 4, 2011.
5. ↑  马向东. . 《抗日战争研究》. 1996, (02): 95–102.[]